# William Martin Croll

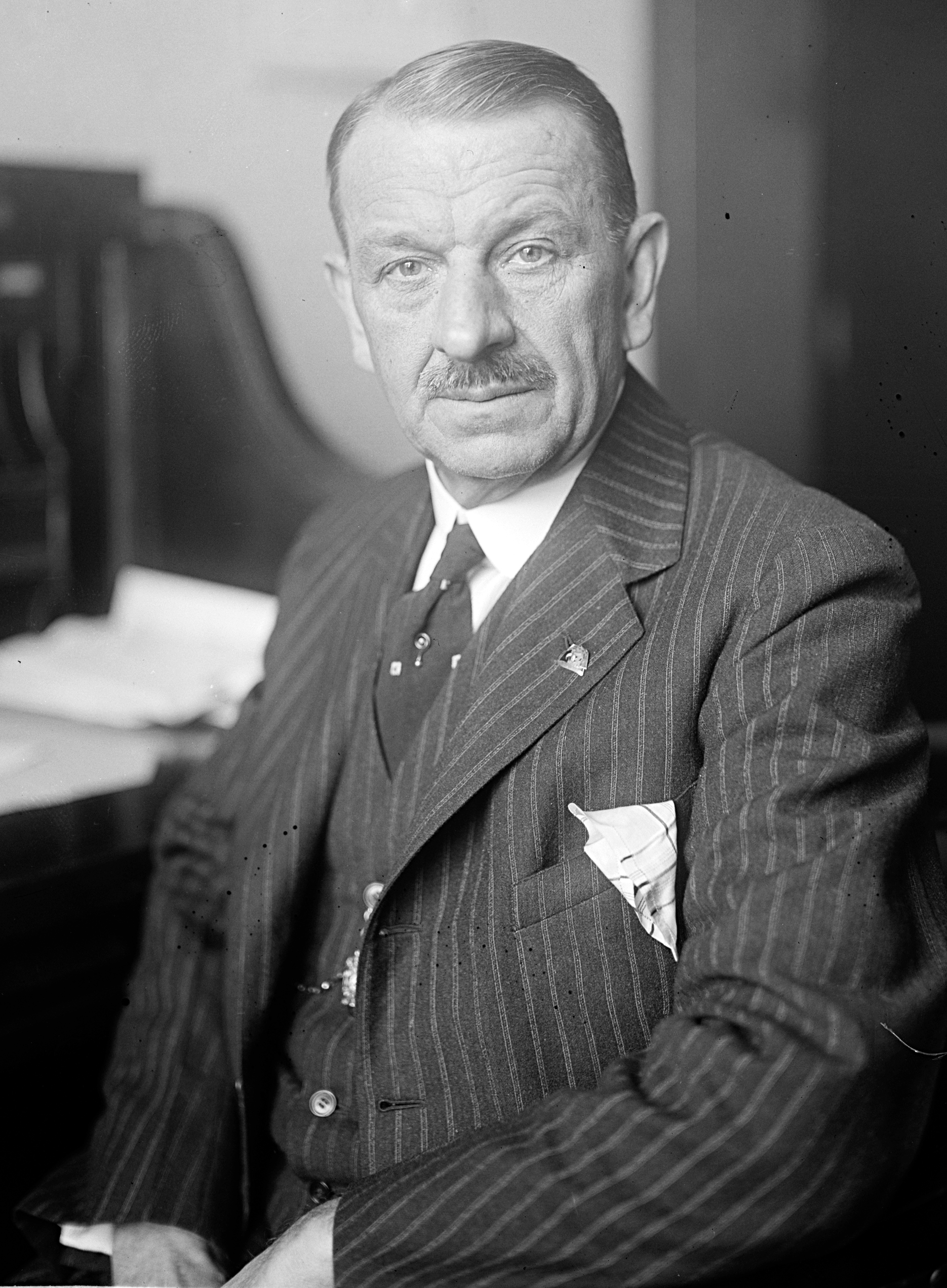
William Martin Croll (1923)

William Martin Croll (* 9. April 1866 in Upper Macungie, Lehigh County, Pennsylvania; † 21. Oktober 1929 in Reading, Pennsylvania) war ein US-amerikanischer Politiker. Zwischen 1923 und 1925 vertrat er den Bundesstaat Pennsylvania im US-Repräsentantenhaus.

## Werdegang
William Croll besuchte die öffentlichen Schulen seiner Heimat und die Keystone State Normal School in Kutztown. Danach absolvierte er das Eastman Business College in Poughkeepsie im Staat New York. Anschließend unterrichtete er für einige Zeit als Lehrer. Im Jahr 1889 zog er nach Maxatawny, wo er im Handel arbeitete. Ab 1897 war er in Reading im Kleiderhandel und im Bankgewerbe tätig. Zwischen 1909 und 1912 war er Kämmerer im Berks County; von 1913 bis 1918 fungierte er als Naval Officer im Hafen von Philadelphia. Politisch wurde er Mitglied der Demokratischen Partei. In den Jahren 1912 und 1920 nahm er als Delegierter an deren Democratic National Conventions teil.
Bei den Kongresswahlen des Jahres 1922 wurde Croll im 14. Wahlbezirk von Pennsylvania in das US-Repräsentantenhaus in Washington, D.C. gewählt, wo er am 4. März 1923 die Nachfolge von Louis Thomas McFadden antrat. Da er im Jahr 1924 nicht bestätigt wurde, konnte er bis zum 3. März 1925 nur eine Legislaturperiode im Kongress absolvieren. Nach seiner Zeit im US-Repräsentantenhaus nahm William Croll seine früheren Tätigkeiten wieder auf. Er starb am 21. Oktober 1929 in Reading.